# Mercedes-Benz Vito

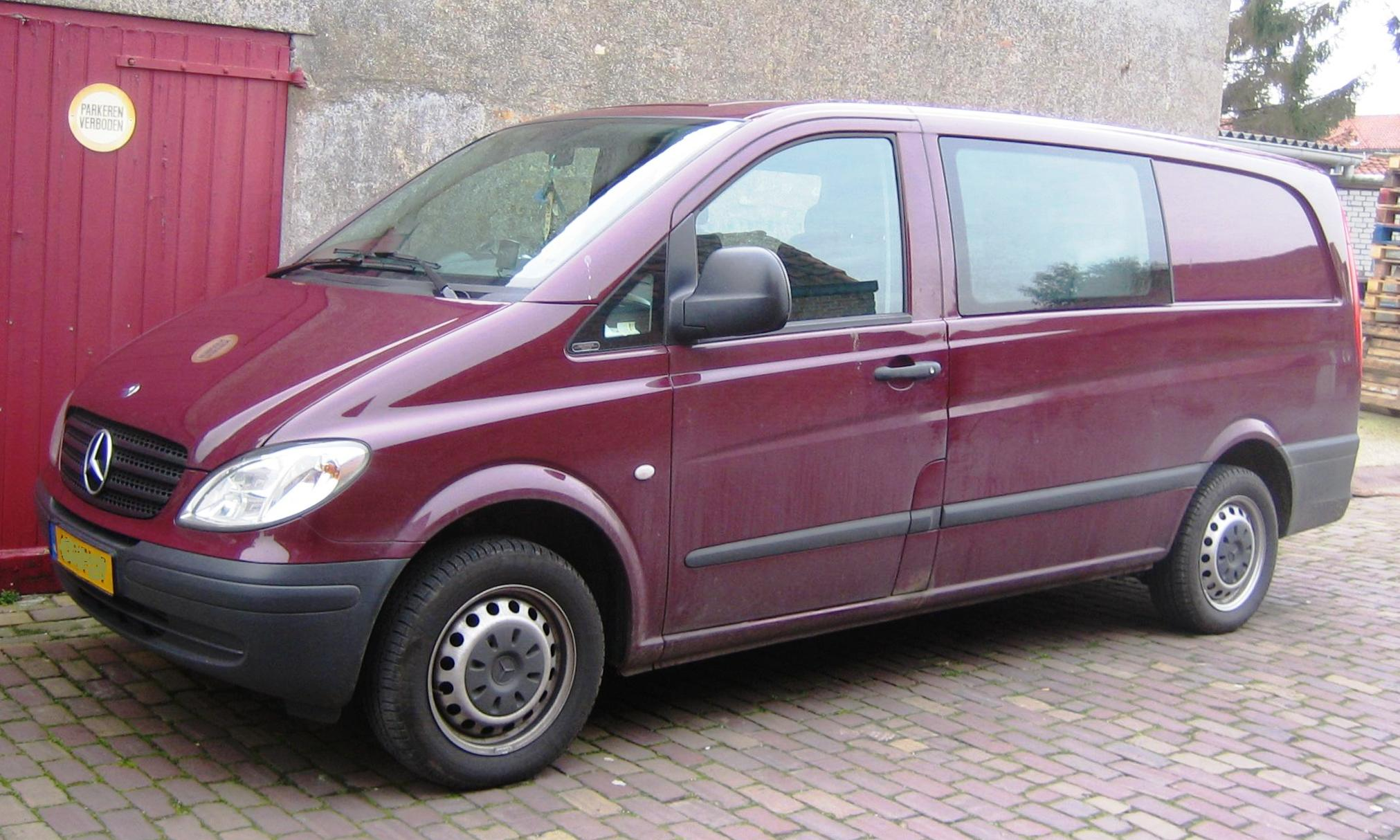
Vito (second generation)

De Vito is een auto met verbrandingsmotor die in 1996 op de markt werd gebracht door het Duitse bedrijf Mercedes-Benz als opvolger van de MB80 / MB100 reeks. Het model valt in de klasse lichte bestelwagen.
Mercedes introduceerde de in Spanje gebouwde Vito W638 met vier motoren. Twee dieselmotoren, de 2,3 liter 4-cilinder 108D met 80 pk en de 2,3 liter 100 pk 110d.  De benzineversies waren de 2,3 liter 4-cilinder 113 met 130 pk en de 2,8 liter 174 pk VR6-motor van Volkswagen. Het model werd een succes. Vooral in de aannemersuitvoering met dubbele cabine werd hij populair onder zowel bedrijven als particulieren. 
Toch deden zich problemen voor met de Vito. De bouwkwaliteit en afwerking waren niet op het traditionele Mercedesniveau en de prijzen voor opties waren hoog. De Vito kwam standaard alleen met stuurbekrachtiging en een verstelbare bestuurdersstoel. De problemen situeerden zich vooral in het scheuren van de cilinderkop en het stukgaan van de aandrijfassen.
In 1999 kwamen de CDI-motoren in de Vito. Deze krachtige commonrail-dieselmotoren vonden hun plaats in de 108CDI, 110CDI en 112CDI. Deze motoren vertoonden minder problemen dan de eerste reeks. Met de introductie van de CDIs werd ook de kwaliteit en comfort (trillingen en lawaai) van de wagens beter. 
In oktober 2003 kwam een nieuw model van de Vito uit met krachtigere motoren (W639). De 109CDI, de 111CDI en de 115CDI zijn 2,2 liter 4-cilinder cdi-motoren. Tevens is er de 120CDI met 3,0 v6 dieselmotor met 204 pk.
Er zijn 6-cilinder benzinemotoren geleverd van 3,2, 3,5 en 3,7 liter en vermogens van 190 tot 260 pk.
De Vito wordt nog steeds in Spanje gebouwd.
De Vito werd door een internationale vakjury benoemd tot Van of the Year 2010.